# Cantón de Saint-Ismier
El cantón de Saint-Ismier era una división administrativa francesa, que estaba situada en el departamento de Isère y la región de Ródano-Alpes.

## Composición
El cantón estaba formado por cinco comunas:
- Bernin
- Biviers
- Montbonnot-Saint-Martin
- Saint-Ismier
- Saint-Nazaire-les-Eymes

## Supresión del cantón de Saint-Ismier
En aplicación del Decreto n.º 2014-180 de 18 de febrero de 2014, el cantón de Saint-Ismier fue suprimido el 22 de marzo de 2015 y sus 5 comunas pasaron a formar parte; tres del nuevo cantón de Crolles y dos del nuevo cantón de Meylan.